# تپه درویش بقال
تپه درویش بقال مربوط به هزاره اول قبل از میلاد است و در شهرستان شبستر، بخش شبستر، روستای درویش بقال واقع شده و این اثر در تاریخ ۷ مهر ۱۳۸۱ با شمارهٔ ثبت ۶۱۷۹ به‌عنوان یکی از آثار ملی ایران به ثبت رسیده است.